# Association sportive de Marrakech
Maillots
L'Association Sportive de Marrakech (en arabe : الجمعية الرياضية المراكشية), plus connu couramment en AS Marrakech et abrégé en ASM, est un ancien club marocain de football fondé en 1920 et disparu en 1956 (après l'indépendance du pays), basé dans la ville de Marrakech.

## Histoire
L'AS Marrakech est le 1er club marocain de football fondé dans la ville de Marrakech sous le nom de Association Sportive de Marrakech (abrégé en ASM).
Demi-finaliste du Championnat du Maroc de football en 1923, il a démonté après jusqu'à la troisième division (Championnat Amateur), et bien qu'il fût champion en Championnat de Promotion - Groupe Sud, il a perdu ses matches des barrages, et donc resté en D3 jusqu'à 1947 pour remporter le Championnat de Promotion - Groupe Sud de nouveau et arrive a gagnés ses matchs barrages, réalisant donc la montée en D2 (Championnat Pré-honneur). En Botola Pro2, il a fini vice-champion en 1948 réalisant donc la montée chez l'élite D1 (Championnat d'Honneur), mais malheureusement il n'a pas gardé sa place pour des autres saisons, jusqu'à l'édition du Championnat du Maroc de football 1956-1957 où il a revenu en Botola Pro1, mais malheureusement il est tombé après la fin du saison.
Le 1er janvier 1945, en finale du Tournoi Nouvel An, l'ASM bat le grand club Wydad AC par 3 buts (dont un penalty) à 2, ce qui a fait de ce fut une nouvelle surprenante dans les journaux, et historique pour les habitants de Marrakech.

## Palmarès
| Compétitions nationales | Compétitions amicales                      |
| - Botola Amateurs1 (1) - Champion : 1947 - Botola Pro1 - Demi-finaliste : 1923 - Botola Pro2 (1) - Champion : 1934 - Vice-champion : 1948 - Championnat de Promotion - Groupe Sud (2) - Champion : 1934, 1947 | - Tournoi Nouvel An (1) - Vainqueur : 1945 |